# TrES-1b
TrES-1b 또는 GSC 02652-01324 b는 거문고자리에 있는, 지구에서 약 512광년 떨어져 있는 외계 행성이다. 이 행성의 질량과 반지름을 통해, 목성과 조성이 비슷한 가스 행성임을 알 수 있다. 그러나 목성과는 달리 이 행성은 어머니 항성에 매우 가까이 붙어 있기 때문에 ‘뜨거운 목성’에 속할 것으로 보고 있다. 모항성 GSC 02652-01324는 K형 주계열성이다.

## 발견 및 관측
TrES-1b는 TrES 프로젝트 과정 중 발견되었으며, 발견 기법은 천이법이고, 발견 기구는 4인치 망원경이었다. 이 행성의 발견은 켁 천문대에서 검증이 이루어졌다. TrES-1b는 시선속도법을 이용하여 존재 검증이 이루어졌으며, 여기에서 이 행성의 질량을 알게 되었다.

### 항성면 통과
2005년 3월 22일 미국 항공우주국 스피처 우주 망원경을 사용하여 작업하던 천문학자들은 외계행성 두 개의 적외선 영상을 잡을 수 있었다. 이들의 발견으로 행성들의 궤도 및 표면 온도가 밝혀졌다.
적외선 파장에서 이루어지는 스피처 망원경 후속관측을 통해 이 행성의 바람과 대기 조성에 대한 정보를 더 얻을 수 있을 것이다. 스피처 망원경은 TrES-1b의 유효 온도가 1천 켈빈 이상임을 밝혀 냈다. 행성의 반사율은 0.31± 0.14이다.

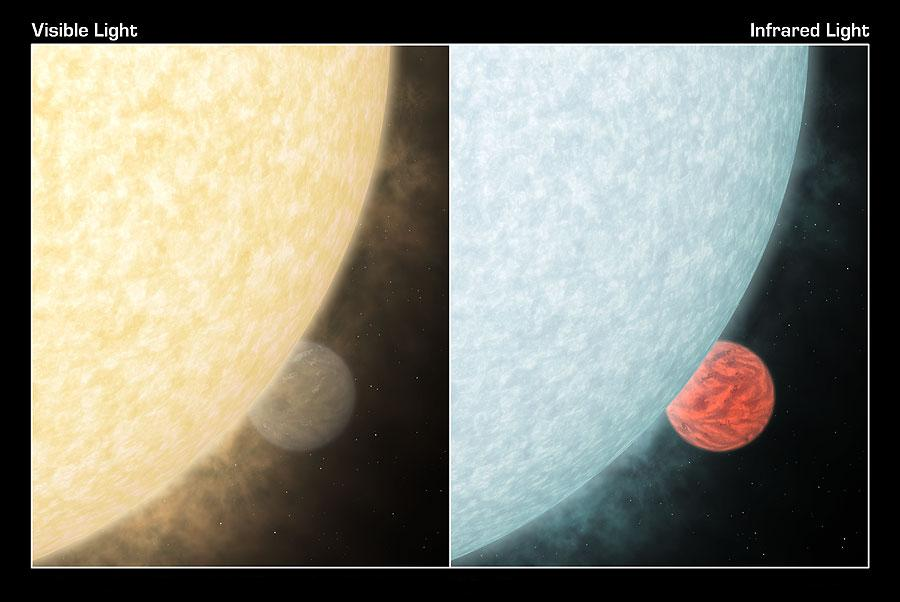
가시광선 영역 및 적외선에서의 TrES-1b 일식 현상 개념도

적외선 영역에서 관찰할 경우 항성은 행성보다 뜨겁고 뜨거운 천체는 붉은색보다 파란색의 파장을 더 많이 뿜기 때문에 항성은 푸른 색으로 보이며, 행성은 붉은 색조로 보인다.

### 시선 속도
TrES의 행성 연구를 통하여 TrES-1b의 공전 주기는 HD 209458 b과 비슷하지만 OGLE 프로젝트로 발견된 행성들보다는 두 배 정도 더 긴 것으로 판명되었다. TrES-1b의 질량은 HD 209458 b과 비슷하지만 반지름은 훨씬 더 작은데, 이 수치는 대기 속의 내부열 요소가 배제된 이론적 모형과 잘 맞는다.

## 물리적 특징

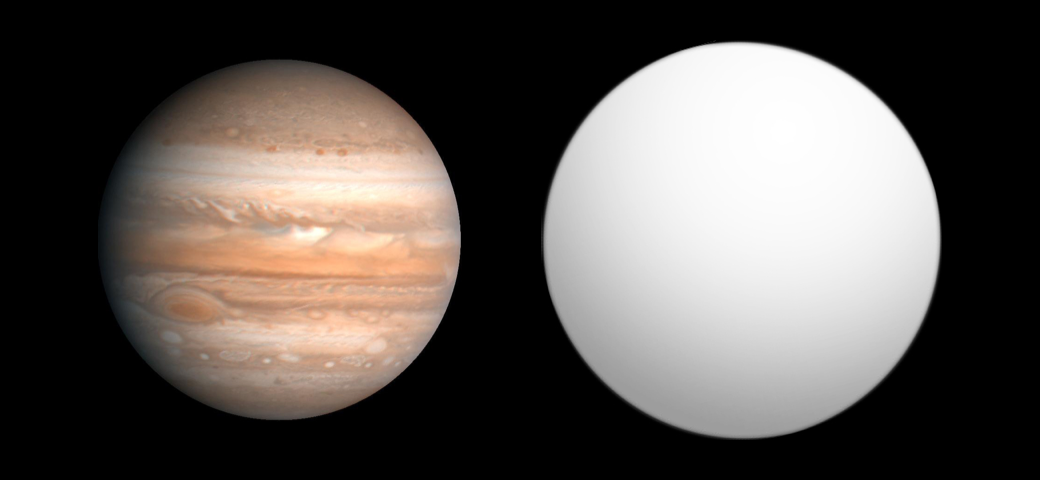
목성과 TrES-1b의 크기를 비교한 그림.

허블 우주 망원경은 TrES-1b에서 물이 있을 가능성이 있음을 시사하는 자료를 확보했으며, 행성의 크기를 더욱 정확하게 알 수 있었고, 위성이 존재할 가능성도 있음을 시사해 주었다. 그러나 관측된 궤도요소로 미루어 보아 TrES-1b 주위에서는 위성이 발견되지 않았다고 연구팀은 결론지었다.
우리 태양계 밖의 천체를 도는 가스 행성 주위에서 위성을 발견한 사례는 아직 없지만, 일부 천문학자들은 거대 가스 행성 주위를 도는 위성에서 생명체가 태어날 가능성이 있다고 주장한다. 그러나 다른 과학자들은 생명체는 이러한 위성에서는 생겨날 수 없다고 주장한다.
이론적 모형에 의거하면 TrES-1b는 이심률이 큰 궤도 때문에 어머니 항성으로부터 막대한 조석열을 받는다. 그러나 이 열은 행성의 반지름을 늘려 놓을 정도로 뜨겁지는 않은 것으로 보인다.

## 같이 보기
- 페가수스자리 51 b
- HD 209458 b
- 뜨거운 목성
- TrES-2

### 참고
- “Notes for planet TrES-1”. 《외계행성 백과사전》. 2007년 10월 27일에 원본 문서에서 보존된 문서. 2008년 6월 21일에 확인함.
- “TrES-1”. 《Catalogue d'exoplanètes》 (프랑스어). 2008년 6월 21일에 확인함.
- “TrES-1”. 《엑스트라솔라 비전》. 2007년 9월 30일에 원본 문서에서 보존된 문서. 2008년 6월 21일에 확인함.

### 뉴스 매체
- Robert Roy, Britt (2005년 3월 22일). “Glow of Alien Planets Detected in 'Milestone' Observations”. 《SPACE.com》. 2008년 6월 21일에 확인함.
- “Tiny "David" Telescope Finds "Goliath" Planet”. 《Harvard-Smithsonian》. Center for Astrophysics. 2004년 8월 24일. 2008년 6월 21일에 확인함.